# Edith Frank
Pour les articles homonymes, voir Frank.
Edith Holländer-Frank, née le 16 janvier 1900 à Aix-la-Chapelle en Allemagne et morte le 6 janvier 1945 à Auschwitz-Birkenau en Pologne, est la mère d'Anne et de Margot Frank, et l'épouse d'Otto Frank.

## Biographie
Edith Holländer, née en 1900, a deux frères aînés, Julius (1894-1967) et Walter (1897-1968) et une sœur, Bettina (1898-1914). La famille Holländer célèbre les fêtes juives et respecte les règles de la nourriture kasher. Les membres de la famille sont des membres reconnus de la communauté juive d’Aix-la-Chapelle en Allemagne. Son père, Abraham Holländer, a une entreprise de ferraille et différentes entreprises de transformation des métaux. Edith Holländer fréquente une école privée protestante, la Victoriaschule,.
En 1914, la famille Holländer est frappée par un drame : peu après le début de la Première Guerre mondiale, Bettina meurt d’une crise d’appendicite. Douze ans plus tard, Edith donnera à sa première fille le nom de sa sœur comme deuxième prénom. 
En 1916, Edith est reçue à son examen de fin d’études. Plus tard elle travaille dans l'entreprise de son père. Quand elle n'est pas au travail, elle lit beaucoup et aime la natation et jouer au tennis avec ses amis.
En parlant de la vie de sa mère, Anne Frank écrit dans son journal : « Mère n’était pas riche à ce point, mais tout de même très aisée et c’est pourquoi nous pouvons écouter bouche bée les récits de fiançailles avec deux cent cinquante invités, de bals privés et de dîners. » 

## Mariage
En 1924, Edith Holländer rencontre Otto Frank (1889-1980), un homme d'affaires né à Francfort-sur-le-Main en Allemagne. Ils se marient le 12 mai 1925 dans la synagogue de Aix-la-Chapelle le jour du 36e anniversaire d'Otto. Leur première fille, Margot Frank, est née à Francfort-sur-le-Main le 16 février 1926, suivie par Anne Frank, née le 12 juin 1929. 
La famille habite une grande maison au numéro 307 du Marbachweg à Francfort. Elle vit au milieu d'une communauté mixte de citoyens juifs et non-juifs, et les enfants grandissent en côtoyant des amis de confession catholique, protestante et juive. Les Frank sont des Juifs réformistes, pratiquant les traditions de la foi juive, sans observer l'ensemble des coutumes. Dans la famille, Edith est la plus dévouée à sa foi.

## Immigration de la famille Frank
L'arrivée des Nazis au pouvoir, la progression de l'antisémitisme et l'introduction des lois discriminatoires en Allemagne ont forcé la famille à émigrer dès 1933 à Amsterdam, capitale des Pays-Bas, où Otto avait établi une branche de sa compagnie de distribution d'épices. 
La famille habite sur la place « Merwedeplein », située dans le sud d'Amsterdam, où beaucoup de réfugiés juifs en provenance d’Allemagne s’installent. Otto Frank travaille dur, les deux filles sont inscrites à l'école et s’adaptent rapidement à la vie aux Pays-Bas. Pour Edith Frank, la nouvelle vie est difficile, sa famille et ses amis lui manquent. Elle a beaucoup de contacts avec sa famille à l'étranger et aussitôt qu'Anne et Margot savent écrire, elles aussi envoient des lettres à leur famille en Allemagne et en Suisse. Comme leurs filles, Edith et Otto se font des amis à Amsterdam. Ils rencontrent par exemple la famille Van Pels, ainsi que Fritz Pfeffer, qui les rejoindront plus tard dans l’Annexe. Souvent, elle se rend à la synagogue avec Margot.
Les frères d'Edith, Walter et Julius se réfugièrent aux États-Unis en 1938 et sa mère Rosa Holländer quitte Aix-la-Chapelle en 1939 pour rejoindre la famille Frank à Amsterdam. Elle reste avec eux jusqu'à sa mort en janvier 1942.

## La clandestinité pendant la Seconde Guerre mondiale

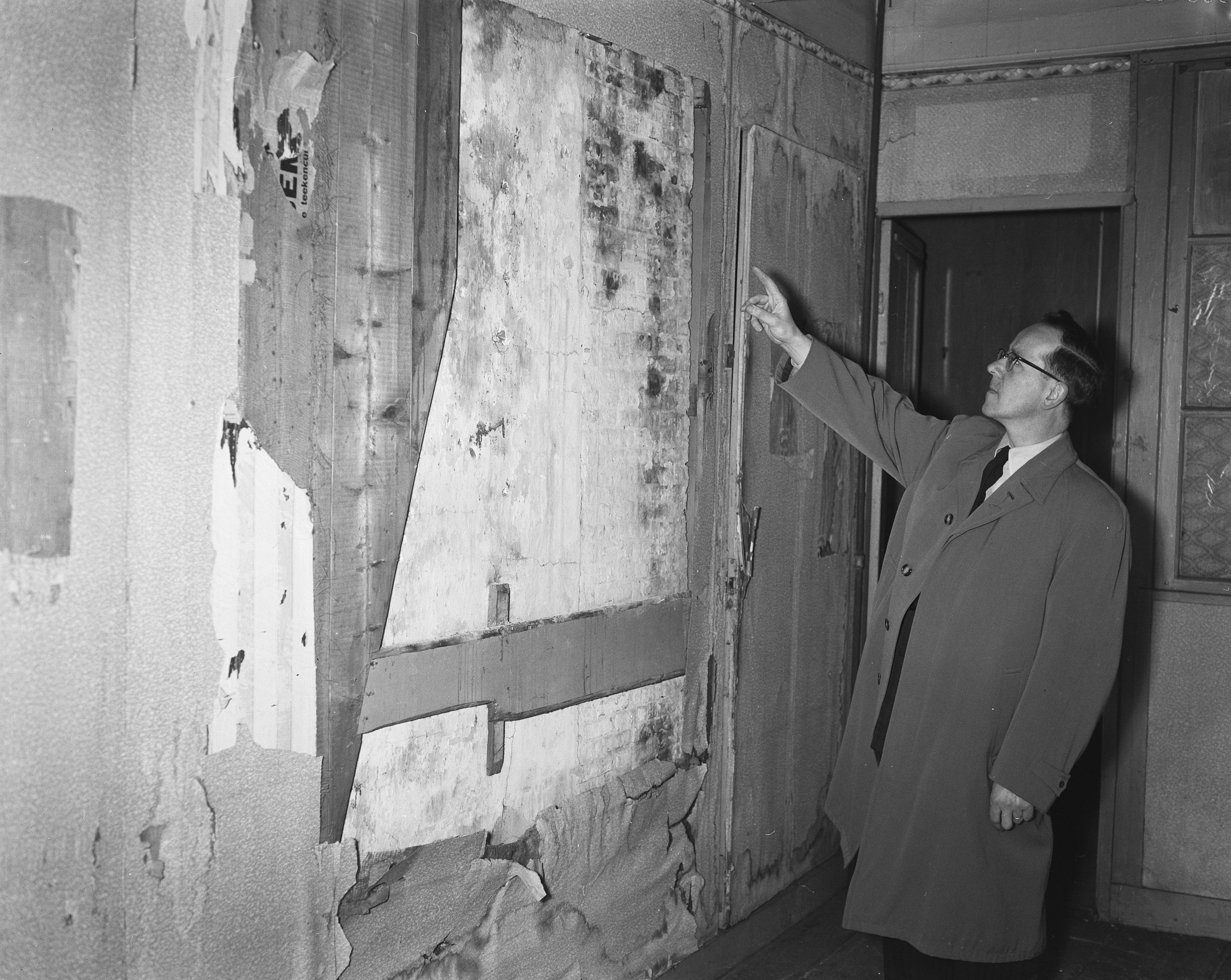
Intérieur de l'annexe secrète de la famille Frank (1957)

Le 10 mai 1940, le Troisième Reich nazi envahit les Pays-Bas. La reine, la famille royale et le gouvernement se réfugient en Grande-Bretagne d'où ils continuent le combat et la résistance. Dans les Pays-Bas, l'occupant commence à procéder à l'extermination des Juifs. Les enfants d'Edith Frank durent quitter leur école et son mari dut démissionner de son travail. Cependant, deux de ses collègues hollandais Johannes Kleiman et Victor Kugler, aidèrent la famille à se cacher en 1942.
Au début de juillet 1942 les Allemands commencent à convoquer les Juifs aux Pays Bas pour être déportés. Le 5 juillet 1942, Margot reçoit une convocation pour le travail obligatoire en Allemagne. C'est Edith Frank qui recevra cette lettre, et qui provoquera le début de leur clandestinité à l'arrière de l'entreprise familiale. Le lendemain, la famille Frank s'y installe clandestinement dans le but d'échapper au nazisme. Pendant deux ans, la famille Frank vécut dans la clandestinité de la fameuse Annexe avec quatre autres personnes (leurs amis Hermann van Pels, son épouse et son fils Peter et le dentiste Fritz Pfeffer). Une bibliothèque pivotante cache l'entrée de l'Annexe. Edith et les autres clandestins doivent se montrer très prudents et rester silencieux afin que le personnel des bureaux ne les entende pas. Les clandestins tentent de vivre aussi naturellement que possible ; ils respectent un horaire strict dans la journée.
C'est à cette époque qu'Anne Frank tint son journal intime rendu célèbre sous le nom de Journal d'Anne Frank. Les relations d'Edith avec sa fille adolescente étaient tendues et Anne écrivit dans son journal qu'elles avaient peu de choses en commun car sa mère était trop distante. 
Edith prend souvent la défense de ses filles lorsqu’il y a des conflits. Ses idées sur l’éducation sont modernes et elle considère ses filles comme des amies. Anne n’est pas d’accord. « C’est bien beau tout cela, mais une amie ne peut remplacer une mère. J’ai besoin de voir en ma mère un exemple et de la respecter. Maman est pour moi un exemple dans beaucoup de domaines, mais c’est justement le mauvais exemple. » Anne estime qu’elle se fait disputer trop souvent. Selon elle, sa mère « n’a aucun tact, aucune finesse de sentiment, aucune compréhension maternelle » (27 février 1944). Elle ne supporte pas que sa mère se montre si sarcastique et ne cesse de se moquer.

## La déportation
Le 4 août 1944, les habitants de l'annexe sont arrêtés et emmenés par la Gestapo.
Après avoir été transportés au quartier général de la Gestapo où ils furent interrogés et détenus toute la nuit, Edith et les siens, furent transférés à la Huis van Bewaring (maison de détention), une prison surpeuplée sur le Weteringschans, le 5 août 1944. 
Deux jours plus tard, les huit prisonniers juifs furent transportés au camp de regroupement et de transit de Westerbork. À l'époque, plus de 100 000 Juifs y transitèrent. Ayant été arrêtés alors qu'ils se cachaient, ils étaient considérés comme « criminels » et furent donc envoyés aux baraquements de punition pour réaliser de lourds travaux.

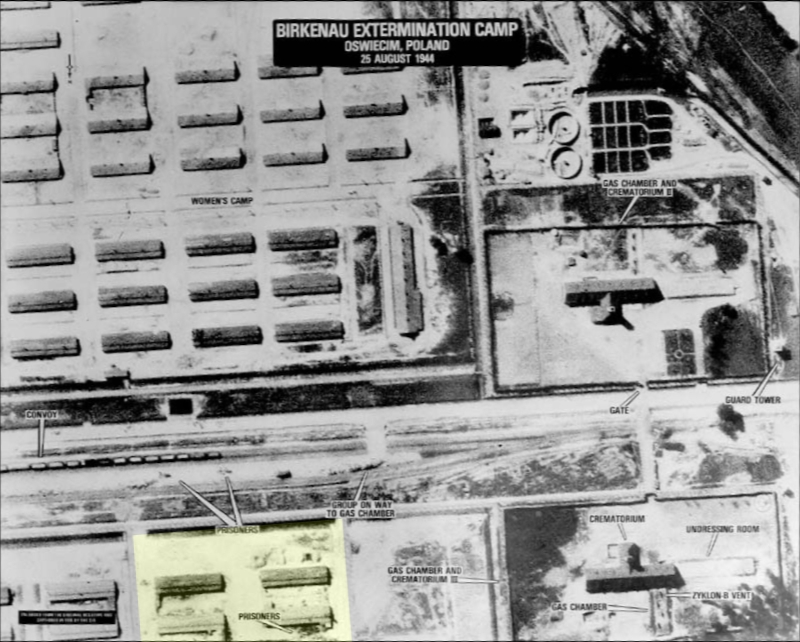
Vue aérienne du camp d'Auschwitz-Birkenau (août 1944)

Le 3 septembre 1944, les membres de la famille Frank furent déportés par le dernier convoi de Westerbork pour le camp d'extermination d'Auschwitz-Birkenau en Pologne où ils arrivèrent dans la nuit du 5 au 6 septembre 1944, après un voyage de trois jours. Lors de la « sélection » des déportés, Edith est séparée de son mari Otto mais échappe à la chambre à gaz avec ses filles, Margot et Anne qui ont plus de 15 ans.  
Bloeme Evers-Emden parlait parfois avec Edith et ses filles, qu’elle connaissait du lycée juif d’Amsterdam. Après la guerre, elle déclare : 

« Il m’est arrivé de leur parler. Elles étaient toujours ensemble, la mère et ses deux filles. Les irritations que l’on devine dans le Journal avaient complètement disparu par les circonstances. Il fallait survivre. Elles étaient toujours toutes les trois et elles se sont sûrement beaucoup soutenues mutuellement. »

Edith se lie également d’amitié avec Rosa de Winter-Levy qui survivra au camp d’Auschwitz. Elle décrit en 1945 ses souvenirs du camp :

« Toujours la sélection. Edith, une bonne camarade, est là aussi avec ses deux filles de 15 et 18 ans. Nous nous consolons et devenons amies, nous nous préparons au pire… Edith et moi sommes toujours ensemble… »

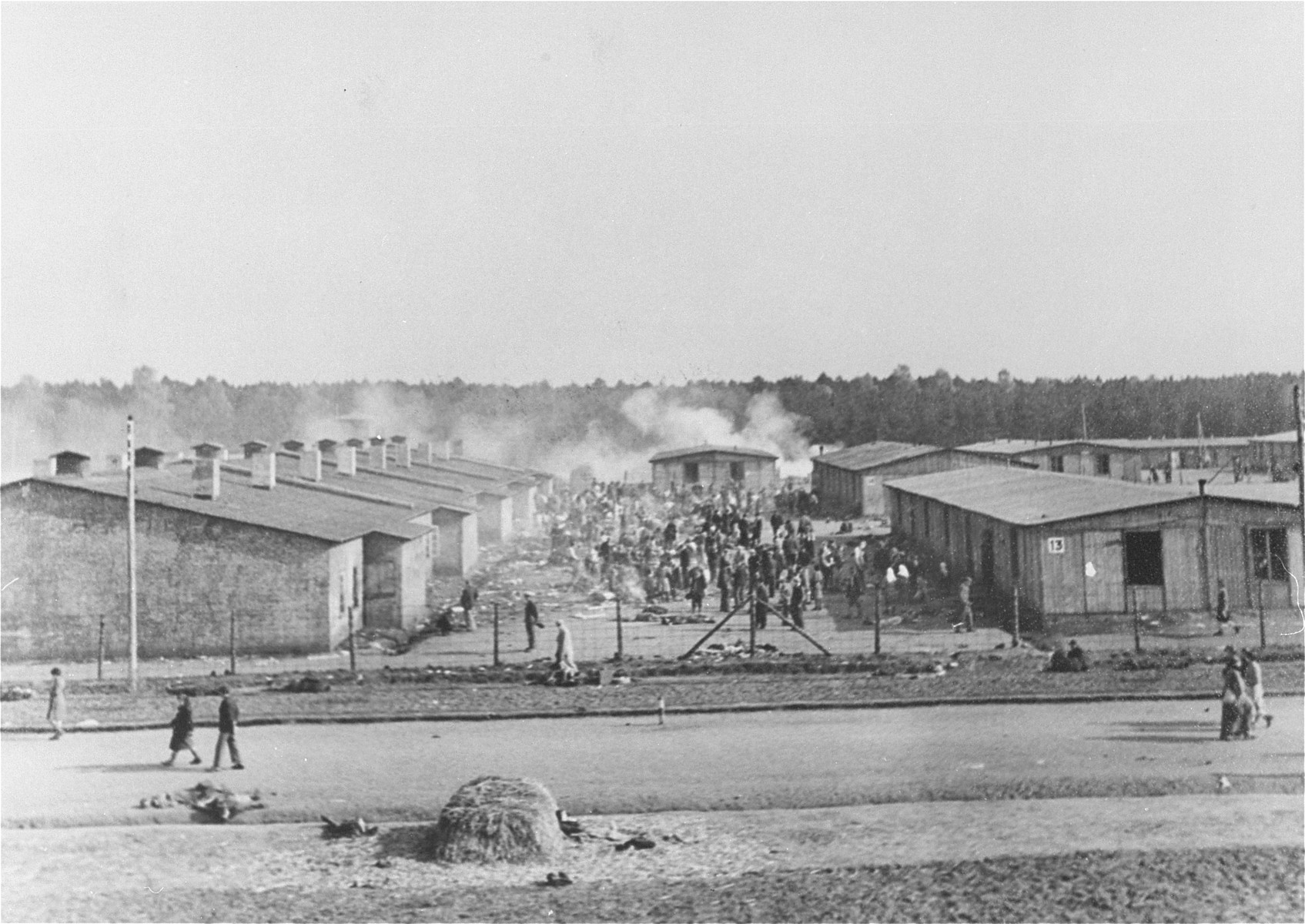
Vue du camp de Bergen-Belsen à la Libération (avril 1945)

Lenie de Jong-van Naarden est une Juive hollandaise survivante des camps, qui raconte qu'elle a aidé Edith Frank à creuser un trou dans la structure pour faire passer du pain à ses filles quand elles sont confinées à la « caserne de la gale ». 
Le 1er novembre 1944, Edith Frank est séparée de ses filles, qui sont transférées au camp allemand de Bergen-Belsen.
Dans ses mémoires, Rosa de Winter-Levy décrit l'état dans lequel Edith Frank se trouve à la fin du mois de novembre 1944 :

« Edith tombe malade, elle a beaucoup de fièvre. J’insiste pour qu’elle aille à l’hôpital ambulant, mais elle craint d’être gazée. Chaque semaine, le docteur Mengele se rend à l’infirmerie et en fait sortir les femmes qui d’après lui sont trop maigres pour rester en vie. Malgré tout j’y conduis Edith. Avec 41 degrés de fièvre, elle est immédiatement admise. »

Peu après, Rosa tombe malade elle aussi et va à l’infirmerie. Début janvier 1945, il fait alors 40 degrés au-dessous de 0, Rosa est toujours à l’infirmerie. « Un matin, de nouveaux malades arrivent. Je reconnais Edith, elle vient d’une autre baraque. Elle n’est plus qu’une ombre ».
Edith Frank meurt à Auschwitz-Birkenau le 6 janvier 1945, à l'âge de 44 ans.